# کارلوس آلبرتو سیکوپیرا
کارلوس آلبرتو سیکوپیرا (انگلیسی: Carlos Alberto Sicupira؛ زادهٔ ۱۹۴۸) کارآفرین و سرمایه‌دار اهل برزیل است، که از سهامداران و شرکاء شرکت ۳جی کپیتال بشمار می‌آید.